# 北垣内春香
北垣内 春香（きたがいと はるか、4月23日 - ）は、日本の女性声優、歌手。ハイブシックス所属。奈良県出身。

## 出演
太字はメインキャラクター。

### テレビアニメ
- タマ&フレンズ うちのタマ知りませんか?（2016年、ゴン）
- てんぷる（2023年、陸上部コーチ）
- じいさんばあさん若返る（2024年、五十嵐美佐子）
- グリザイア:ファントムトリガー（2025年、山本イヅミ、アシュリー）

### 劇場アニメ
- パウ・パトロール ザ・ムービー（2021年、女性乗客1/女性研究員2）

### Webアニメ
- 猫のダヤン（2016年、ナマズのおばさん）
- ちいさなマキ（2016年、お母さん）
- トラとミケあにめーしょん（2021年、ナマズのおばさん）
- ディストピア（2024年、ステア）

### OVA
- グリザイア：ファントムトリガー THE ANIMATION（2019年、山本イズミ）

### ゲーム
2017年
- 陰陽おとぎソール（キョンシー）
- グリザイア:ファントムトリガーVol.3（山本イヅミ）
- デスティニーチャイルド（ヴェスタ）

2018年
- グリザイア:ファントムトリガーVol.4、5（山本イヅミ）

2019年
- グリザイア:ファントムトリガーVol.5.5 & 6（山本イヅミ）

2020年
- グリザイア:ファントムトリガーVol.7（山本イヅミ）
- カルディア・ファンタジー（ハトリ、ドロ）
- グリザイア クロノスリベリオン（山本イヅミ）
- ATRI -My Dear Moments-（肉屋のおばちゃん、駄菓子屋のおばちゃん、打ち上げ中継）

2021年
- Project MIKHAIL（アスファナ・シェプスト）
- ドールズフロントライン（GM6 Lynx）
- Project MIKHAIL（柏木晴子）

2022年
- ミコノート（カナヤマヒメ）
- グリザイア:ファントムトリガーVol.8（山本イヅミ）

2023年
- デスティニーチャイルド（助言者メンテス）

2024年
- 少女☆歌劇 レヴュースタァライト　舞台奏像劇　遥かなるエルドラド（パブロ）
- グランブルーファンタジー（シュシュク）

## ディスコグラフィ
| 発売日     | 商品名                                   | 曲名                                    | 備考                                |
| ---------- | ---------------------------------------- | --------------------------------------- | ----------------------------------- |
| 2017/03/24 | こいのす☆イチャコライズ ボーカルアルバム | kiss your lips                          | 『こいのす☆イチャコライズ』ED       |
| 2018/07/27 | PRESTAR THE BEST vol.1                   | UP HALATION !! −アップハレーション！！− | PCゲーム「アッパレーション」主題歌  |
| 2018/07/27 | PRESTAR THE BEST vol.1                   | Re;Link                                 | PCゲーム「消えた世界と月と少女」ED  |
| 2021/4/30  | Argonauts Vocal Album vol.1              | 月恋                                    | 『月の少女 －美娼女学園２－』主題歌 |
| 2021/7/21  | 『消えた世界と月と少女』ボーカルアルバム | Re;Link                                 | EDテーマ                            |
| 2022/6/30  | LINK CREATER PROJECT OMNIBUS Vol.1       | シオン                                  |                                     |